# アルツロ・ガッティ
アルツロ・ガッティ（Arturo Gatti、1972年4月15日 - 2009年7月11日）は、カナダの元プロボクサー。ラツィオ州カッシーノ出身。元IBF世界スーパーフェザー級王者。元WBC世界スーパーライト級王者。世界2階級制覇王者。

## ファイトスタイル
リング上では激しい闘争心を見せ、烈火の如き打ち合いを好むファイタータイプ。その闘争心に火が付いた時の猛攻から「The Thunder（稲妻）」の異名を持つ。晩年の試合はディフェンスを磨き打たれずに打つスタイルも見せているが、全盛期の戦い方はまさに肉を切らせて骨を断つという形容が相応しい。相手に打たれることを恐れない精神こそがガッティの最大の武器であった。
ボクシングの原点である『殴り合い』を信条とするファイティングスピリットを持っているため、アメリカ大陸など激しい攻防を好む傾向にある地域では実力以上に人気の高い選手である。ファンの記憶に残る名勝負をいくつも演出してきた。

## 来歴

### プロボクサー時代
アマチュア時代はカナダのナショナルチームにも選抜されたが、早い時期にプロ転向を目指し19歳で1991年6月10日にプロデビューした。1994年5月6日にはUSBA全米スーパーフェザー級王座を獲得。
1995年12月15日にIBF世界スーパーフェザー級王座を獲得。
1997年10月4日、3度目の防衛戦でガブリエル・ルエラスと対戦し、5回TKO勝ちで3度目の防衛に成功した。この試合は1997年度のリングマガジン ファイト・オブ・ザ・イヤーおよびノックアウト・オブ・ザ・イヤーに選出された。その後、同王座を返上し階級を上げた。
その後3戦続けて敗戦するが、1998年8月22日のイヴァン・ロビンソン戦は1998年度のリングマガジン ファイト・オブ・ザ・イヤーに選出された。その後数年はノンタイトル戦を挟み、2004年1月24日にジャンルーカ・ブランコと空位のWBC世界スーパーライト級王座を争い獲得した。同王座は2度防衛した後、2005年6月25日にフロイド・メイウェザー・ジュニアに敗れて失った。
2006年1月28日、トーマス・ダンガードを11回TKOで破り、空位のIBA世界ウェルター級王座を獲得して復活をアピールした。そして7月22日にWBC世界ウェルター級王座を獲得すべくアルゼンチンのカルロス・バルドミールに挑むが、9回TKOで敗れ王座奪取に失敗。
2007年、再起を目指すも初戦でアルフォンソ・ゴメスにKO負け。ついに現役引退を発表した。
2009年4月、交際していた女性への暴行罪で逮捕され、女性への接近禁止命令と罰金を支払い保釈される。

### ミッキー・ウォードとの死闘

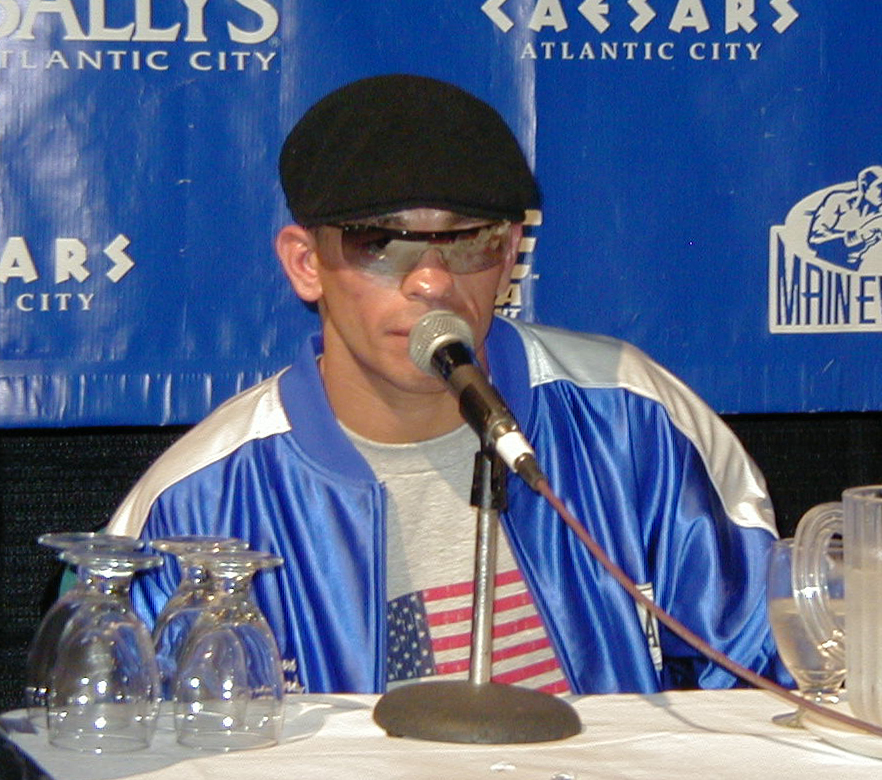
2003年6月、ウォードとの3戦目を終えての記者会見でのガッティ

アルツロ・ガッティの試合は壮絶な殴り合いとなる試合が多い。中でも、アイルランド人ボクサー、ミッキー・ウォードとの3連戦はボクシング史に残る記念碑的シリーズとされている。ウォードもガッティに負けじ劣らずのファイティングスピリットに溢れた選手だったため、ポイント争いを無視した激しい打ち合いになり、両者血まみれの顔で終始意地と本能で打ち合う試合となった。初戦は2002年5月18日で10回判定でウォードの勝利、リターンマッチは2002年11月23日で10回判定でガッティが勝利した。これらの試合はノンタイトルにもかかわらず、年間ベストマッチに挙げるファンが多数いたほどの名勝負となったため、2003年6月7日にラバーマッチが組まれることになった。3戦目も前2戦に劣らぬ打ち合いとなり、10回判定でガッティが勝利した。
特筆すべきは3戦ともノンタイトル戦でありながら、この両者の3戦をベストマッチに選ぶファンが多かったという点である。特に第3戦などはこのノンタイトル戦がメインイベントの興行になり、チケットが入手困難になったという。
また、この両者は3回の激闘を通じて友人になった。激闘の後遺症でウォードは視界が二重に見えるダブルヴィジョンの症状を患ったが、その治療のための資金を拠出したのはガッティであった。ウォードは引退後はガッティのトレーナー、スパーリング・パートナー役を買って出た。

## 死亡
2009年7月11日、旅行先のブラジルで遺体で発見された。当初は現場の状況から事件性が疑われ、同月13日には妻が殺人容疑で逮捕されたが、30日には死因は自殺として釈放された。この後、遺族と関係者が死因を認めず、埋葬された遺体を掘り起こして再検視するなどの騒動もあった。
2013年、国際ボクシング名誉の殿堂博物館に殿堂入りした。

## 獲得タイトル
- USBA全米スーパーフェザー級王座
- IBF世界スーパーフェザー級王座
- WBC世界スーパーライト級王座
- IBA世界ウェルター級王座